# Prefetture del Togo
Le prefetture del Togo (in francese: préfectures) sono la suddivisione territoriale di secondo livello del Paese, dopo le regioni, e sono pari a 30. La capitale, Lomé, costituisce un ente territoriale a sé stante, avendo lo status amministrativo speciale di comune (commune).

## Lista
Regione delle Savane
| Prefettura | Capoluogo  | Popolazione |
| ---------- | ---------- | ----------- |
| Cinkassé   | Cinkassé   | 78 592      |
| Kpendjal   | Mandouri   | 155 091     |
| Oti        | Mango      | 190 543     |
| Tandjouaré | Tandjouaré | 117 519     |
| Tône       | Dapaong    | 286 479     |

Regione di Kara
| Prefettura | Capoluogo    | Popolazione |
| ---------- | ------------ | ----------- |
| Assoli     | Bafilo       | 51 491      |
| Bassar     | Bassar       | 119 717     |
| Bimah      | Pagouda      | 70 054      |
| Dankpen    | Guérin-Kouka | 130 723     |
| Doufelgou  | Niamtougou   | 78 635      |
| Kéran      | Kanté        | 94 061      |
| Kozah      | Kara         | 225 259     |

Regione Centrale
| Prefettura | Capoluogo | Popolazione |
| ---------- | --------- | ----------- |
| Blitta     | Blitta    | 137 658     |
| Sotouboua  | Sotouboua | 158 425     |
| Tchamba    | Tchamba   | 131 674     |
| Tchaudjo   | Sokodé    | 190 114     |

Regione degli Altipiani
| Prefettura | Capoluogo     | Popolazione |
| ---------- | ------------- | ----------- |
| Agou       | Agou-Gadjepe  | 84 890      |
| Akébou     | Kougnohou     | 62 245      |
| Amou       | Amlamé        | 105 091     |
| Anié       | Anié          | 95 090      |
| Danyi      | Danyi-Apéyémé | 38 742      |
| Est-Mono   | Elavagnon     | 121 789     |
| Haho       | Notsé         | 247 817     |
| Kloto      | Kpalimé       | 139 043     |
| Kpélé      | Kpélé-Adéta   | 75 890      |
| Moyen-Mono | Tohoun        | 77 286      |
| Ogou       | Atakpamé      | 226 308     |
| Wawa       | Badou         | 100 974     |

Regione Marittima
| Prefettura | Capoluogo | Popolazione |
| ---------- | --------- | ----------- |
| Avé        | Kevé      | 97 830      |
| Bas-Mono   | Afagnagan | 88 846      |
| Golfe      | Lomé      | 1 570 283   |
| Lacs       | Aneho     | 172 148     |
| Vo         | Vogan     | 210 075     |
| Yoto       | Tabligbo  | 165 596     |
| Zio        | Tsévié    | 295 177     |

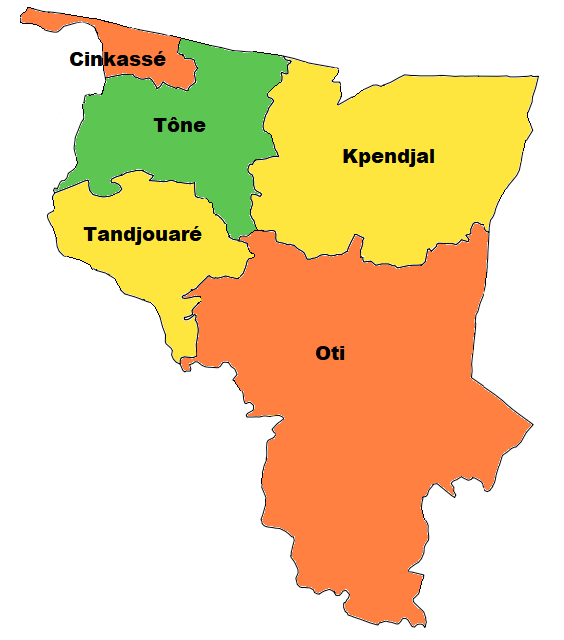
Prefetture della Regione delle Savane

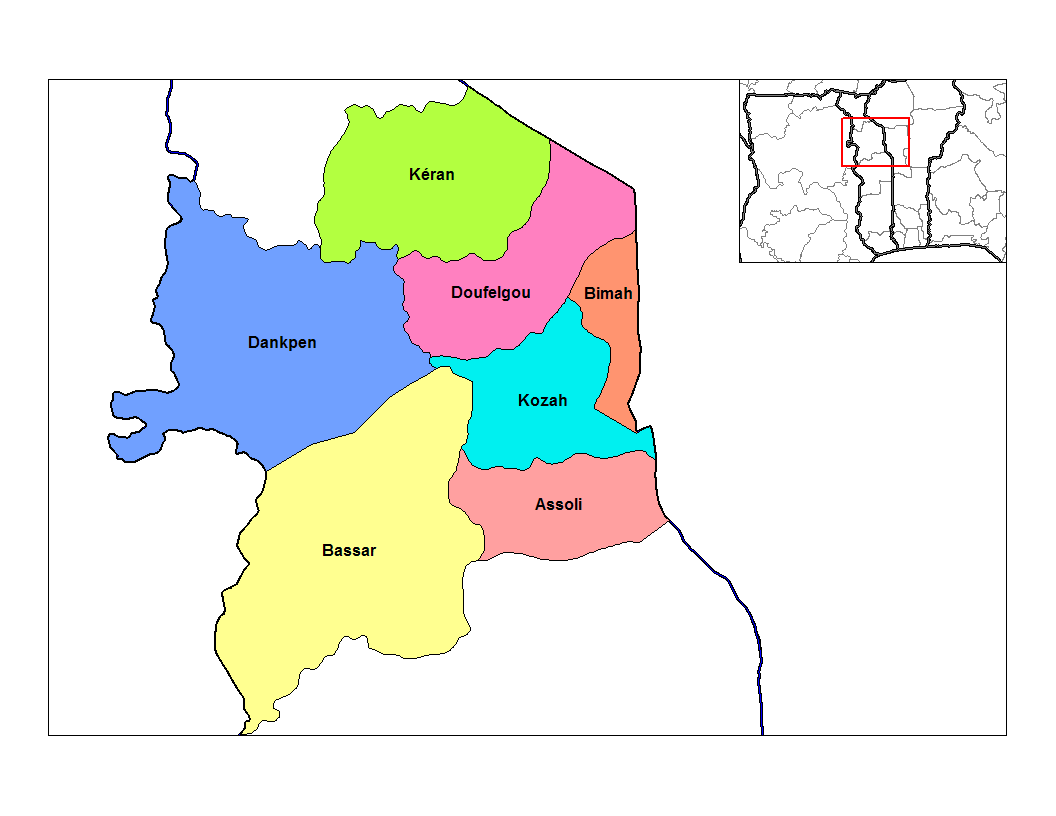
Prefetture della Regione di Kara

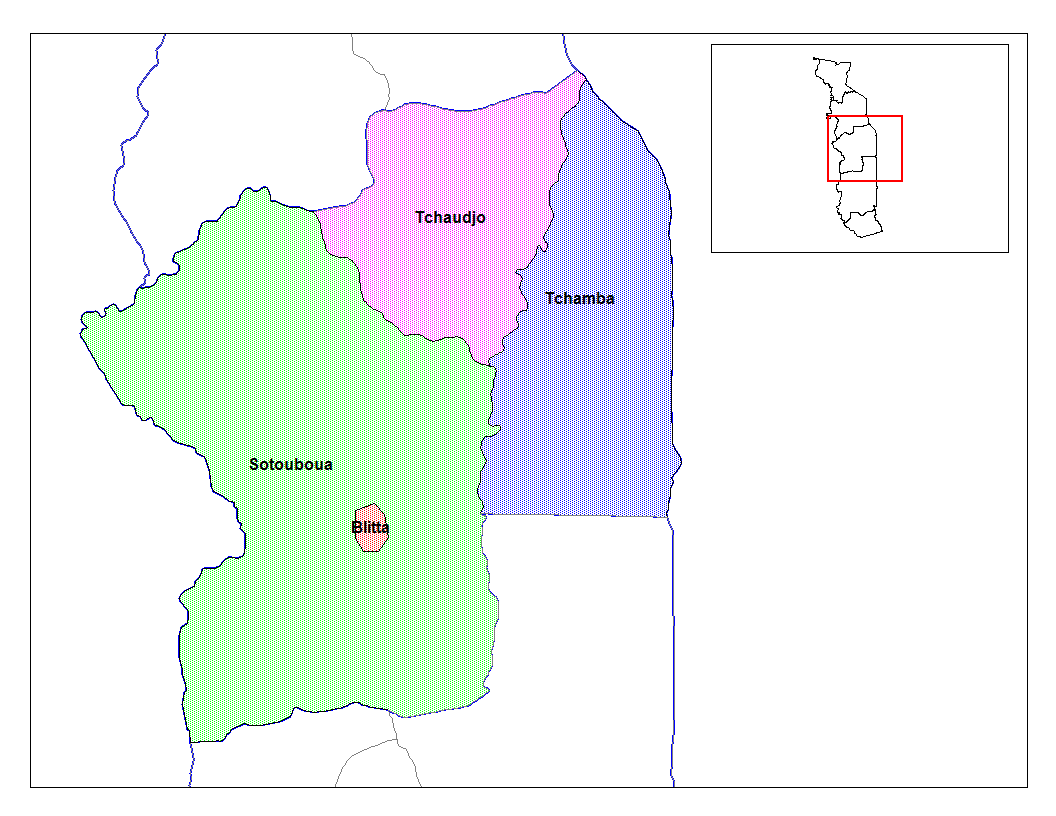
Prefetture della Regione Centrale

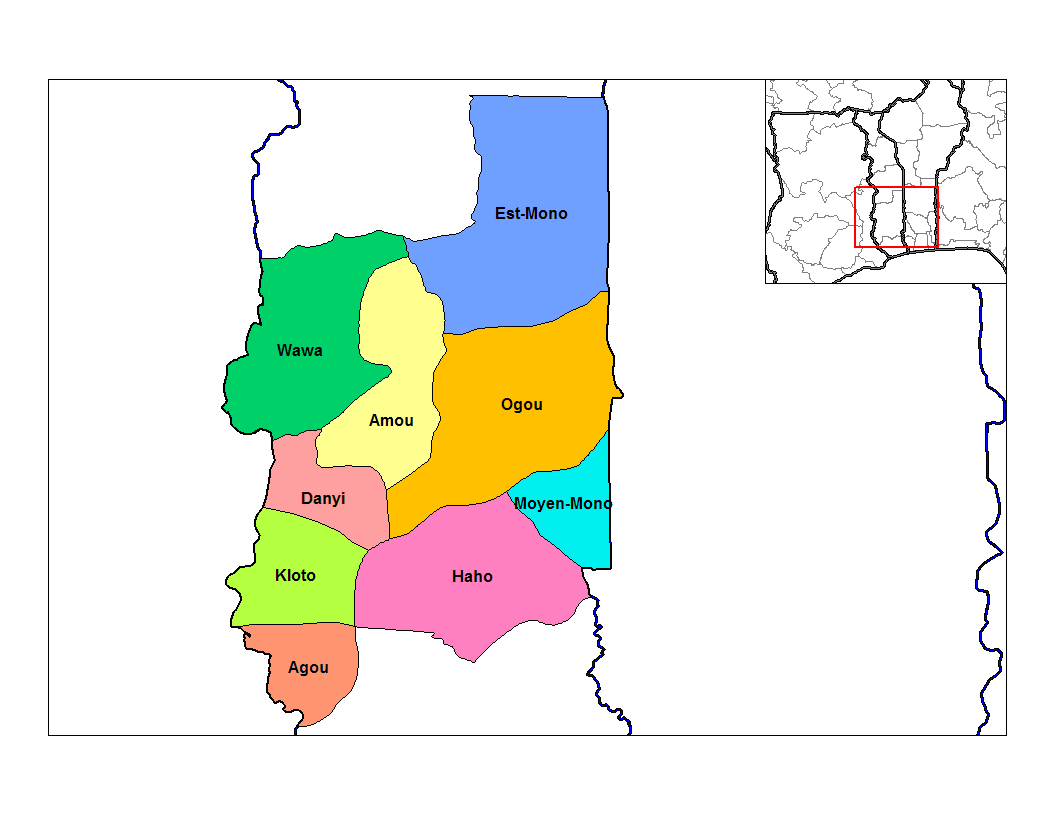
Prefetture della Regione degli Altipiani

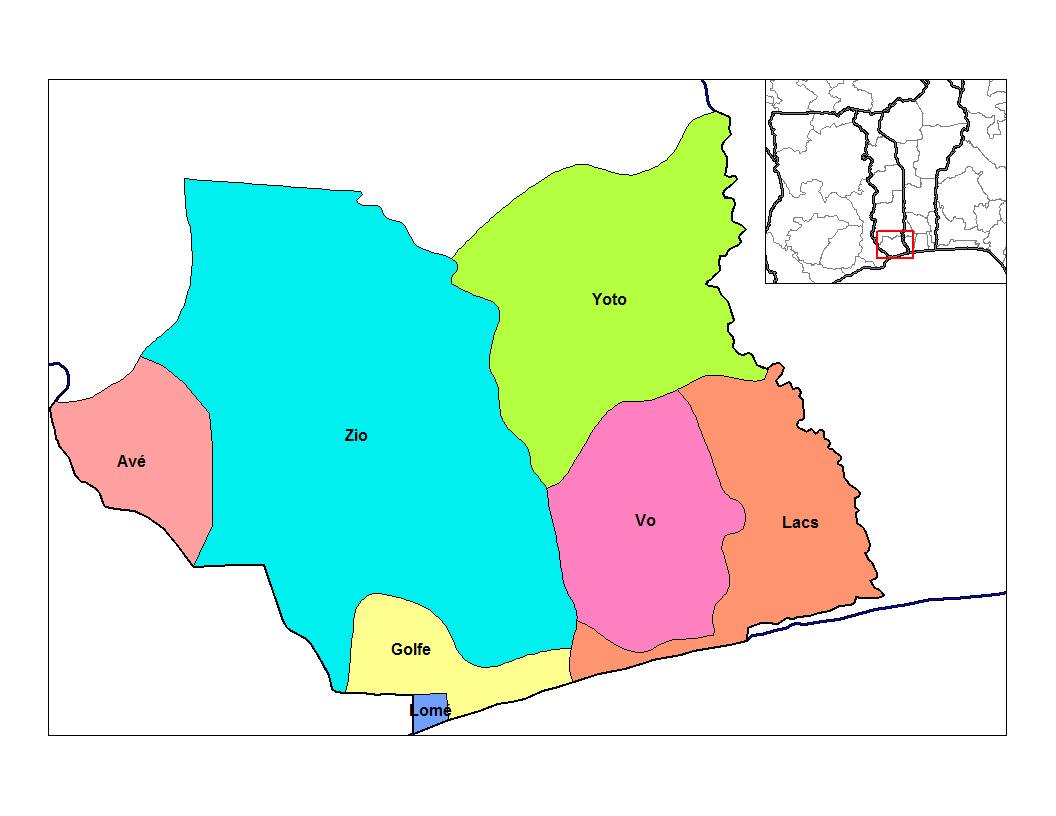
Prefetture della Regione Marittima

Alla Regione Marittima appartiene anche il comune di Lomé (373 000 abitanti).